# Église Saint-Michel de Saint-Paul
L'église Saint-Michel de Saint-Paul est une église catholique située à Saint-Paul, dans le département français des Hautes-Pyrénées en France.

## Présentation
L'édifice date du XVIIe siècle. L'église fut construite sur les ruines d'un château. La tour étant le seul vestige, il a été converti en clocher.

## Description

### Intérieur

#### Lanef

##### Lesvitrauxde la nef
Les vitraux ont été réalisés par l'atelier de R. G. Letienne à Tarbes en 1960.
1) Sur le vitrail de la Vierge Marie sont représentés :
- En haut, un symbole de la Trinité, la main bénissant (Dieu le Père), la colombe (le Saint-Esprit), l'Agneau de Dieu (Jésus-Christ) ;
- Au centre, les lettres entrelacées de Maria (Marie) avec une couronne ;
- En bas, l'étoile de David avec au centre les initiales M (de Marie) et S (de Joseph).

2) Sur le vitrail de Jésus-Christ sont représentés :
- En haut, un chrisme ;
- Au centre, le monogramme trilitére du nom grec de Jésus " IHS " ;
- En bas, la croix de Jérusalem.

##### Chapelle de laVierge Marie
Au centre de la chapelle, une statue protégée par une vitre représente la Vierge à l'Enfant (tous deux couronnés), Marie tient de sa main droite le rosaire et l'Enfant Jésus tient le globe terrestre dans sa main gauche et bénit de la main droite.
Sur le socle de la statue est représentée une copie de la Sainte Couronne.
De chaque côté de la statue sont peints les portraits des parents de Marie, saint Joachim et sainte Anne.

###### Les peintures
La chapelle est décorée de peintures représentant les Quatre Évangélistes, le Christ pantocrator et les parents de Marie.

#### Lechœur
Le maître autel est en bois sculpté et peint à l'imitation du marbre. Sur la façade sont représentées deux palmes et une couronne de fleurs dorés.
Le tabernacle est en bois doré, le réceptacle est couvert d'un voile. Sur le sommet est placée une statuette de la Vierge à l'Enfant au centre de la gloire du ciel, au-dessus est placé un ange.

##### Leretablemonumental
Au centre du retable est placé un tableau de la crucifixion de Jésus, à gauche, saint Michel archange et à droite, saint Bertrand.
Au sommet est représenté le royaume des cieux avec des anges et au centre un triangle représentant la Trinité.

## Galerie

Sélection de vues diverses
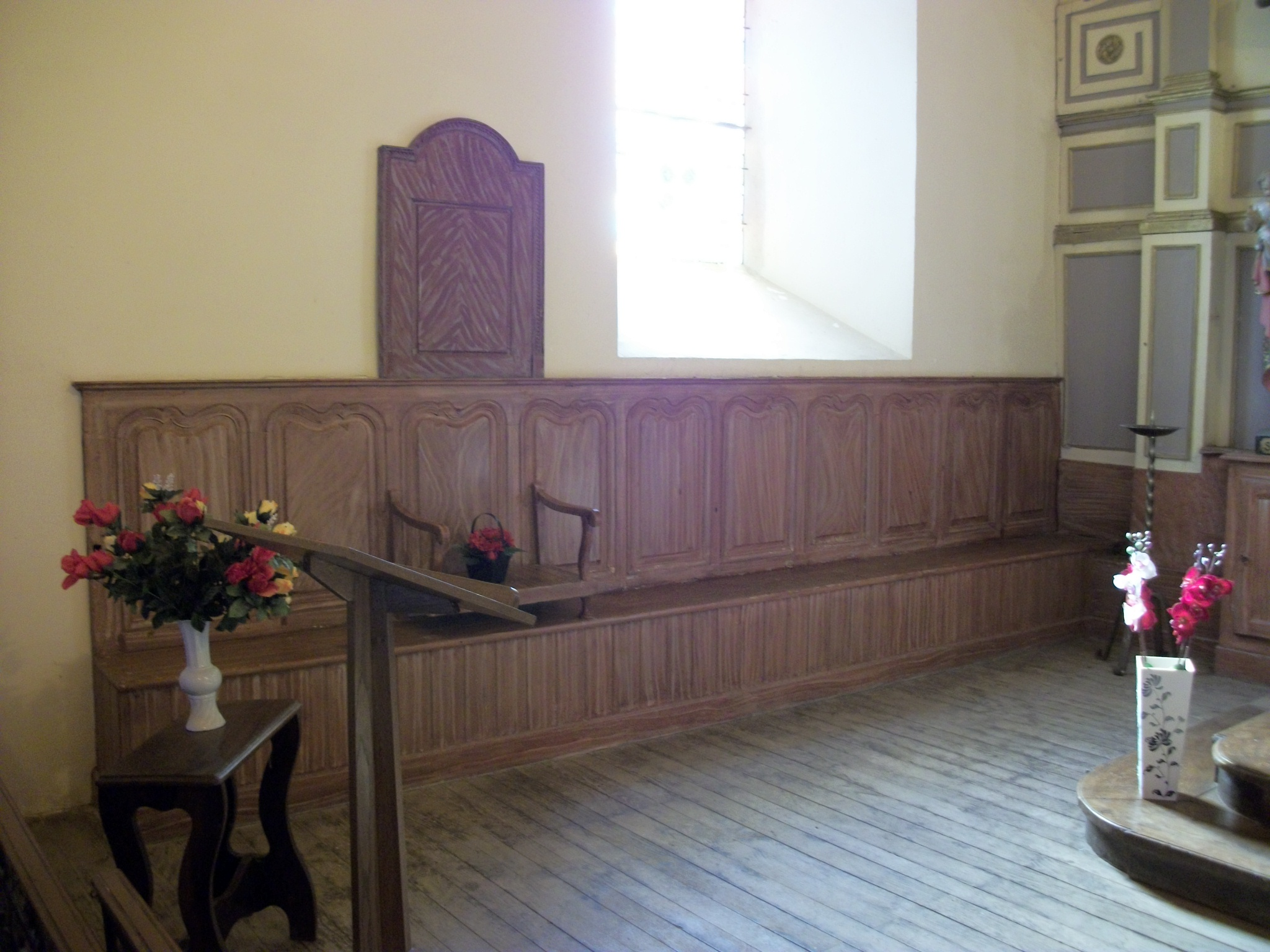
Les stalles.
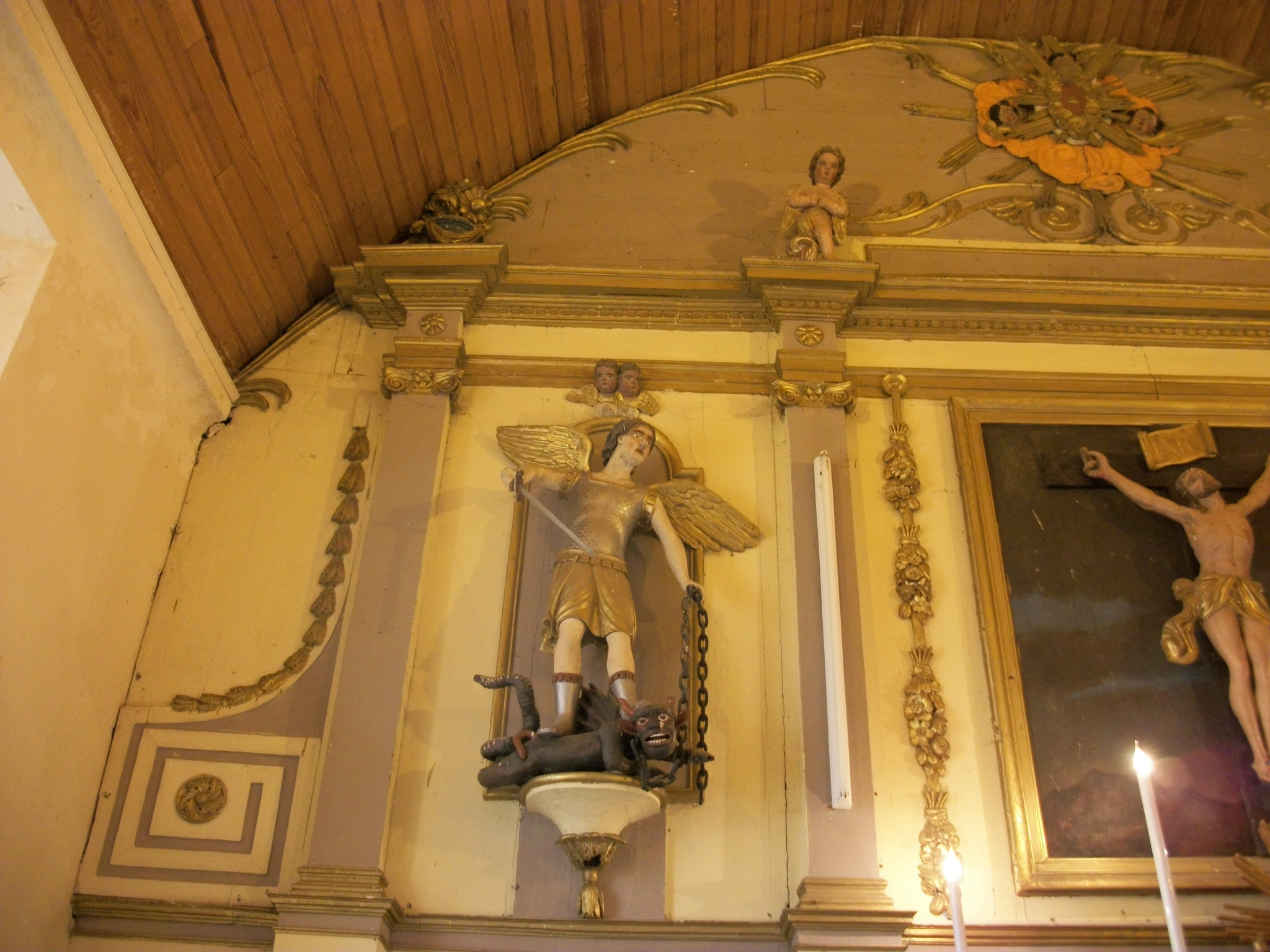
Saint Michel archange.
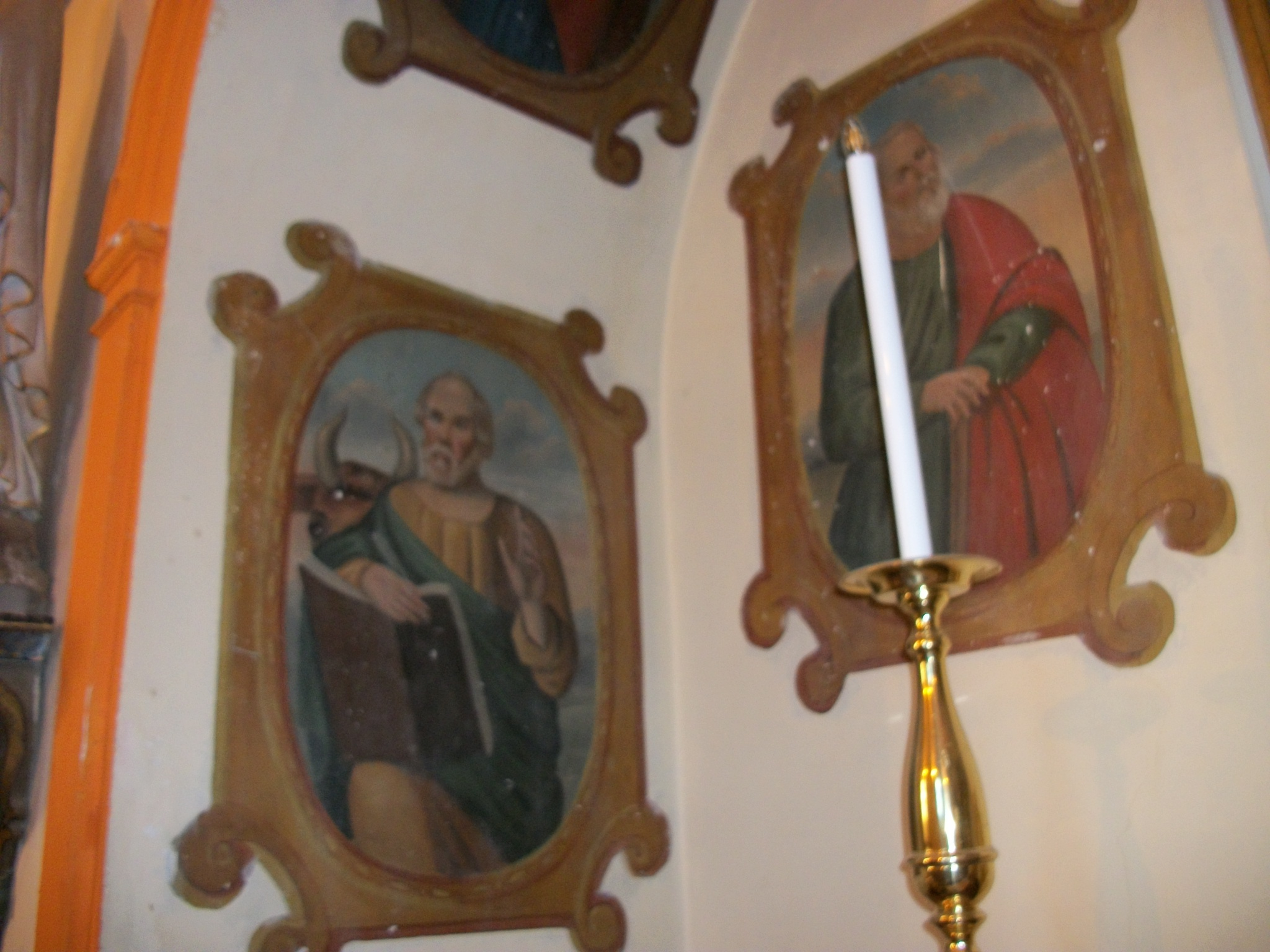
À gauche, saint Luc, à droite Joachim.
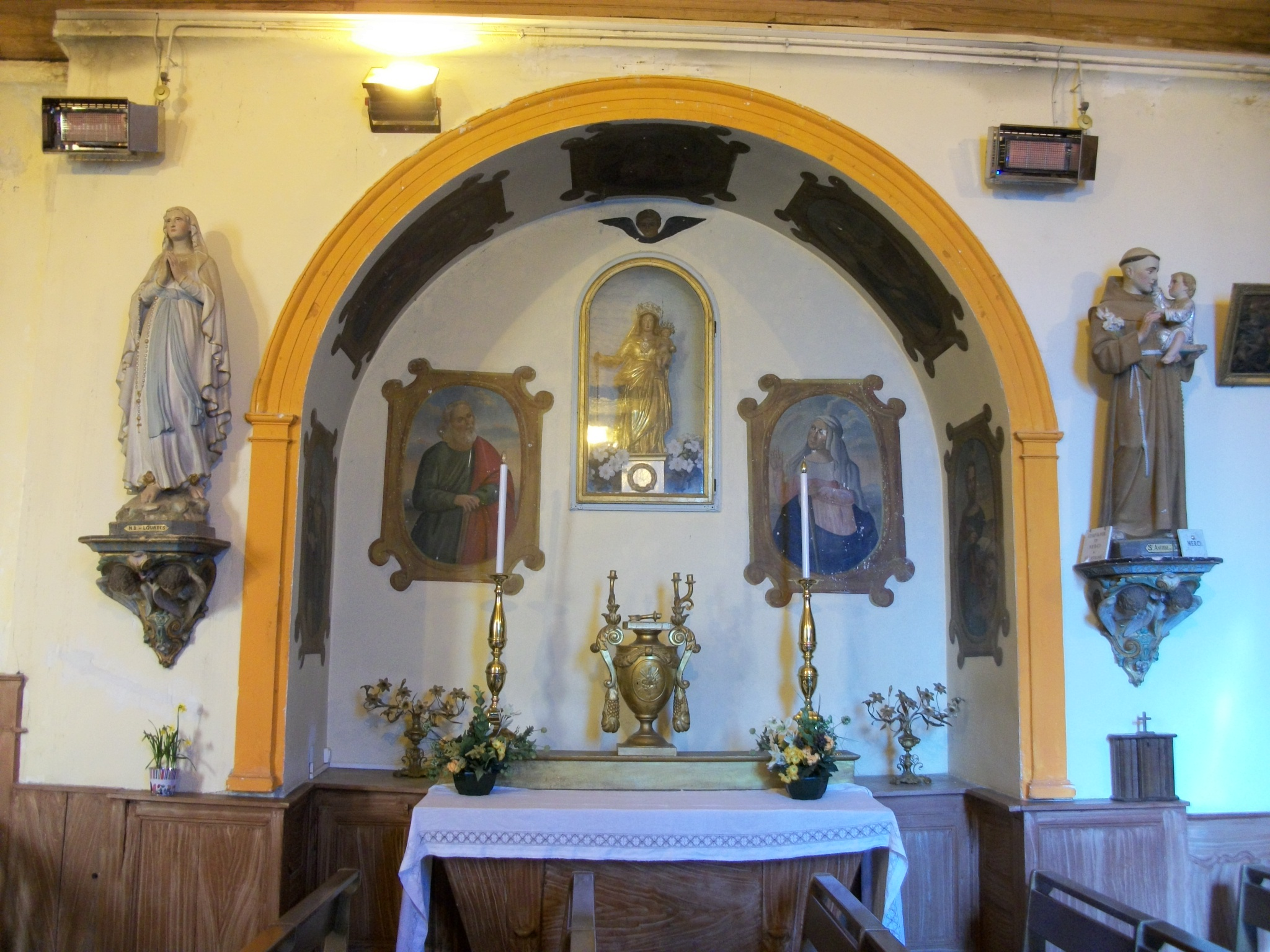
Chapelle de la Vierge Marie.
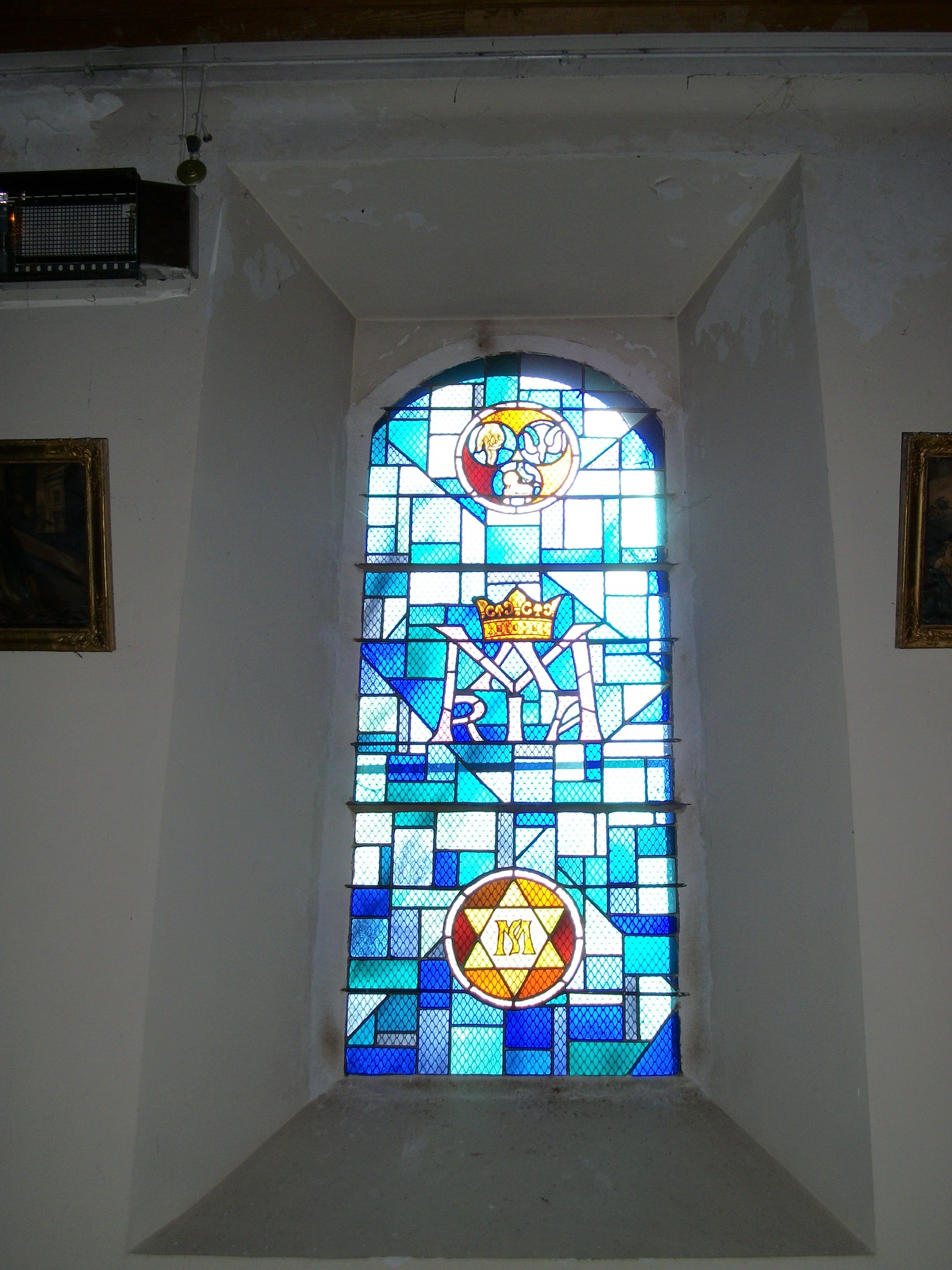
Vitrail de la Vierge Marie.